# 多伦多大学应用科学与工程学院
多伦多大学应用科学与工程学院（英語：Faculty of Applied Science and Engineering, University of Toronto）是多伦多大学的一个学术学院，它提供以工科为主的教授项目及研究机构。工程学院拥有超过五千名本科生及两千名研究生，它的同科学术实力在加拿大排名第一，位列世界一流水准。

## 外部連結
- 官方网站

43°39′36″N 79°23′41″W / 43.660057°N 79.394829°W